# Haltwhistle Burn
Der Haltwhistle Burn ist ein Fluss östlich von Haltwhistle in Northumbria in England.
Der Fluss entsteht in einem Gebiet nördlich des Hadrianswalls, das aus den für Northumbria typischen Gesteinsschichten von Kalkstein, Sandstein, Schiefer und Steinkohle besteht und von zahlreichen kleinen Wasserläufen durchzogen ist, die zum großen Teil unbenannt sind. Der Caw Burn und der Pont Gallon Burn sind die beiden längeren eindeutig zu identifizierende Quellflüsse des Haltwhistle Burn.
Der Haltwhistle Burn ist südlich des Hadrianswalls von zahlreichen römischen Lagern umgeben. In diesem Bereich hat er sich auch in die Gesteinsschichten eingegraben und so den Zugang zu diesen erleichtert. So wurde am Burn Kalk gebrannt sowie Kohle und der damit auftretende Kohleneisenstein abgebaut und verarbeitet.
Der Haltwhistle Burn mündet südlich von Haltwhistle in den River South Tyne.

## Nachweise
1. ↑  Ancient Frontiers. Exploring the geology and landscape of the Hadrian’s Wall Area,  British Geological Survey, 2006. ISBN 0-85272-541-8.

 Colin Scrutton (Hrsg.), Northumbrian Rocks and Landscape; a field guide. Yorkshire Geological Society, 1995. ISBN 1-873551-11-8.